# 리마노바군

마워폴스카주 지도에 표시된 리마노바군의 위치

리마노바군(폴란드어: powiat limanowski)은 폴란드 마워폴스카주에 위치한 군으로 군청 소재지는 리마노바이며 면적은 951.96km2, 인구는 131,729명(2019년 기준)이다.
북쪽으로는 보흐니아군, 브제스코군, 동쪽으로는 노비송치군, 남서쪽으로는 노비타르크군, 서쪽으로는 미실레니체군과 접한다. 12개 지방 자치체(2개 도시, 10개 농촌)를 관할한다.

군기
군 문장